# Seija Simola
Seija Simola (Helsinki, 25 settembre 1944 – Vantaa, 21 agosto 2017) è stata una cantante finlandese.

## Biografia
Ha partecipato all'Eurovision Song Contest 1978 con il brano Anna rakkaudelle tilaisuus, rappresentando la Finlandia e classificandosi al diciottesimo posto.